# Plautilla Bricci
Plautilla Bricci také Plautilla Brizio (13. srpna 1616 Řím – 13. prosince 1705 Řím) byla italská architektka a malířka, známá jako jediná architektka předindustriální éry.

## Životopis

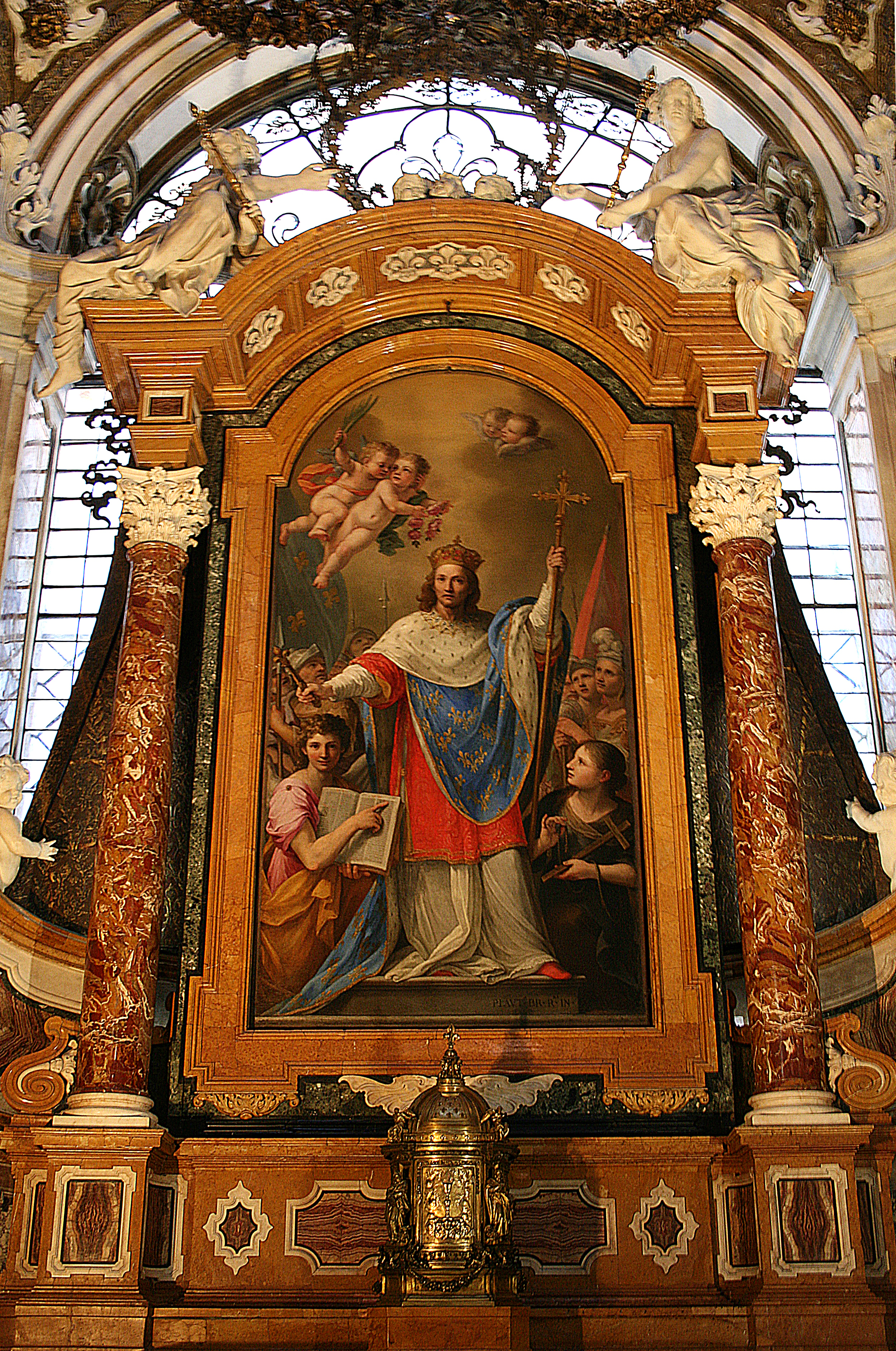
Plautilla Bricci, oltářní obraz v kapli San Luigi kostela San Luigi dei Francesi v Římě, olej na plátně

Narodila se jako třetí dítě římského malíře, dramatika a hudebníka Giovanniho Briccia a Chiary Recupito, sestřenice sopranistky Ippolity Recupito, v dnešní ulici Via dei Greci v Římě. Manželé měli již dvě dívky, Virginii (* 1609) a Albínu (* 1611), a v roce 1621 se jim narodilo poslední dítě, Basilio. Dostala jméno své tety z otcovy strany a otec ji spolu s bratrem Basiliem zasvětil do kariéry kreslíře, malíře a architekta. První díla mladé dívky vznikla pro jejího otce. Věnovala se především drobným malbám hlav nebo bust madon, které byly v té době velmi módní, ale prestižnější dílny je odmítaly.
Také díky otci získala svou první velkou zakázku, oltářní obraz, který měl navždy změnit její umělecký život. Rytec Pietro Bombelli ve své „Raccolta delle immagini della Beatissima Vergine ... ”(Sbírka obrazů Panny Marie ...) píše, že jelikož Plautilla byla zvyklá malovat malé obrazy, měla potíže s vytvořením obrazu objednaného karmelitánským řádem, a když kvůli únavě usnula, po probuzení zjistila, že je zázračně dokončen. Událost se vztahuje k údajnému zázraku, který ji proslavil, a k oltářnímu obrazu Madona s dítětem, který vznikl kolem roku 1640 a je dnes uložen v bazilice Santa Maria v Montesantu. Dílo bylo v roce 2016 restaurováno a jeho příslušnost byla prokázána díky nálezu podpisu na zadní straně, čímž se potvrdilo, že se jedná o jedno z jejích prvních významných děl.
Toto dílo je důležité, protože znamenalo začátek její kariéry. Seznámila se s Marií Eufrasií della Croce, karmelitánskou jeptiškou a malířkou, sestrou opata Elpidia Benedettiho. Elpidio Benedetti byl v Římě velmi vlivnou osobou, mimo jiné i díky svému profesnímu vztahu s kardinálem Julesem Mazarinem, a jeho ochrana jí velmi pomohla. Začala vytvářet četné náboženské obrazy a také jí umožnil kontakt s velkými umělci té doby, kteří často navštěvovali opata Benedettiho, jako např. Gian Lorenzo Bernini, Pietro da Cortona, Andrea Sacchi, Giovanni Francesco Grimaldi a Giovan Francesco Romanelli.
Není přesně známo kdy, ale dokument z roku 1655 uvádí, že Bricci byla přijata jako malířka do Accademia di San Luca. V roce 1660 dostala zakázku na další oltářní obraz, Narození Panny Marie pro kostel přiléhající k benediktinskému klášteru Santa Maria della Concezione in Campo Marzio, jehož matkou abatyší byla Anna Maria Mazzarino, neteř slavného kardinála.
V říjnu 1663 jí opat Benedetti svěřil stavbu své vily poblíž Porta San Pancrazio. Začátky byly obtížné, protože správce stavby nehodlal poslouchat příkazy ženy, a tak ho opat donutil podepsat u notáře listinu, v níž se zavázal poslouchat příkazy Bricciové, v dokumentu označované také jako architektka. Vila, která se původně jmenovala Benedetta a poté Giraud, podle dalšího majitele, vešla do dějin jako Villa del Vascello, protože připomínala loď.
V letech 1671–1680 byla Bricci pověřena návrhem kaple svatého Ludvíka v kostele San Luigi dei Francesi, pro kterou namalovala také oltářní obraz Svatý Ludvík IX. Francouzský mezi dějinami a vírou (1676–1680). V roce 1675 ji společnost Compagnia della Misericordia z Poggio Mirteto pověřila zhotovením procesního praporu znázorňujícího narození a umučení svatého Jana Křtitele, který byl později vystaven v kostele svatého Jana Křtitele. V letech 1683–1687 namalovala olej na plátně Panna Maria Růžencová se svatými Dominikem a Liboriem, který byl určen pro kolegiátní kostel Nanebevzetí Panny Marie v Poggio Mirteto.
V roce 1690 opat Benedetti zemřel a ve své závěti odkázal dům v Trastevere k užívání své chráněnce. Bricci se z něj těšila jen několik let, protože po smrti svého bratra Basilia v roce 1692 se přestěhovala do kláštera Santa Margherita in Trastevere, kde 13. prosince 1705 zemřela. Starý klášter se stal civilní budovou, ale přilehlý kostel Santa Margherita v Trastevere lze navštívit.
I přes omezené informace o jejím životě je považována za jedinou italskou ženu své doby (a pravděpodobně i celého Západu), které jsou připisovány architektonické úspěchy.

## Dílo
V roce 1631 namalovala obraz Josef a Potifarova žena (prodáno, Londýn, 1991). V roce 1644 Plautilla vytvořila dva obrazy: Svatý František a anděl a Květinové zátiší pro kardinála Francesca Barberiniho, papežova synovce. Ve stejném roce namalovala také dvoje dveře pro Giacoma Albana Ghibbesia. Namalovala kabinet pro Antonia degli Effetti (dnes ztracený). V letech 1655–1671 navštěvovala Accademii di San Luca. V roce 1660 namalovala oltářní obraz Narození Panny Marie pro kostel Santa Maria v Campo Marzio v Římě. V roce 1661 navrhla efemérní pohřební stavby pro hrobku kardinála Mazarina; Mazarinovým sekretářem byl Elpidio Benedetti, bratr malířky Marie Eufrasie della Croce. Z tohoto projektu se dochovaly dvě obzvláště zdařilé kresby.

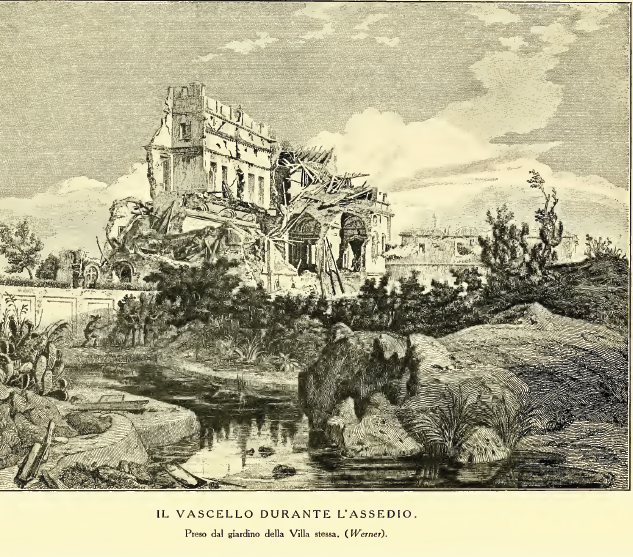
Villa il Vascello (známá také jako Villa Benedetti) načrtnutá jako ruina

V letech 1663–1668 Plautilla pro Elpidia navrhla a dohlížela na stavbu vily Benedetti, známé jako Villa del Vascello (dnes z velké části zničené), kterou si Elpidio možná najal proto, že chtěl postavit vilu, jakou v Římě nikdo neměl. Plautile pomáhal její bratr Basilio. Architektura byla neobvyklá, zahrnovala lodžie, zakřivené stěny a propracované štuky. Plautilla namalovala návrhy interiéru, alegorii Felicitas Publicas na galerii a oltářní obraz Nanebevzetí Panny Marie pro kapli, a to po boku Pietra da Cortony, Francesca Allegriniho a Giovanniho Francesca Grimaldiho. Plán byl několikrát změněn, mimo jiné když Elpidio v roce 1664 navštívil Francii a nechal se ovlivnit francouzskou architekturou. V roce 1664 požádal Gian Lorenza Berniniho, aby Briccin plán upravil.
V letech 1670–1680 Plautilla navrhla a dohlížela na stavbu kaple San Luigi v kostele San Luigi dei Francesi v Římě, namalovala oltářní obraz pro kapli a vymodelovala reliéfy a sochy, v roce 1675 namalovala lunetu Obětování Nejsvětějšího srdce Ježíšova pro baziliku svatého Jana v Lateráně. Namalovala také dvě fresky svatého Dominika a svatého Františka pro Laterán (freska je zničena). V roce 1675 vytvořila procesní prapor se svatým Janem Křtitelem pro vesnici Poggio Mirteto. Navrhla také štukový basreliéf pro místní kolegiátu. V roce 1686 vystavila obraz na výstavě umění San Salvatore in Lauro.

## Název ulice
- Od ledna 2021 nese její jméno příjezdová cesta k vile Pamphili.[14]